# Syrphophagus aphidivorus
Syrphophagus aphidivorus är en stekelart som först beskrevs av Mayr 1876.  Syrphophagus aphidivorus ingår i släktet Syrphophagus och familjen sköldlussteklar. Arten är reproducerande i Sverige. Inga underarter finns listade i Catalogue of Life.